# Division 1 Féminine 2006/07
Die Saison 2006/07 der Division 1 Féminine war die 33. Ausspielung der französischen Frauenfußballmeisterschaft seit der offiziellen Anerkennung des Frauenfußballs durch die FFF, den Fußballverband Frankreichs, im Jahr 1970 und der ersten Austragung in der Saison 1974/75. Die Division 1 Féminine genannte Spielklasse wurde im reinen Ligamodus in einer aus einer einzigen Gruppe bestehenden, zwölf Teams umfassenden, landesweiten höchsten Liga ausgetragen.
Vorjahresgewinner waren die Frauen des Juvisy FCF, die die Meisterschaft aber nicht verteidigen konnten. Vielmehr setzte sich Olympique Lyon durch und gewann damit seinen ersten Titel. Dabei pulverisierten Olympiques Spielerinnen mit 116 Treffern den bisherigen Ligarekord von 85 Toren, den der Toulouse OAC in der Saison 1999/2000 aufgestellt hatte.
Die Fußballspielerinnen der D1F waren keine reinen Amateure mehr; vielmehr durften die Klubs sie für die Ausübung ihres Sportes finanziell entlohnen, wenngleich die maximal möglichen Vergütungen im Vergleich zum Männerfußball sehr moderat ausfielen. Dazu gab es einen von der FFF ausgearbeiteten „Bundesvertrag“ (contrat fédéral), der die maximalen Einkommenshöhen ebenso regelte wie andere Rechte und Pflichten von Vereinen und Fußballerinnen.

## Qualifikation und Austragungsmodus
Für die Teilnahmeberechtigung wurde ausschließlich das Abschneiden der Frauschaften in der Vorsaison berücksichtigt; qualifiziert waren die zehn bestplatzierten Teams der Vorsaison sowie zwei Aufsteiger aus der in zwei Gruppen aufgeteilten Division 2 Féminine, die sich in den Play-offs der jeweils beiden Staffel-Ersten und -Zweiten durchgesetzt hatten. Somit starteten folgende zwölf Teilnehmer in diese Saison:
- aus dem Norden: CNFE Clairefontaine, USCCO Compiègne, FCF Hénin-Beaumont, Titelverteidiger Juvisy FCF, Paris Saint-Germain
- aus dem Westen: Aufsteiger FCF Condé-sur-Noireau, ESOF La Roche, Aufsteiger Stade Saint-Brieuc, ASJ Soyaux
- aus dem Süden: Olympique Lyon, HSC Montpellier, FC Toulouse

Die Meisterschaft wurde in einer doppelten Punkterunde ausgespielt, in der jeder Teilnehmer in Heim- und Auswärtsspiel gegen jeden anderen antrat. Es galt die auch im französischen Amateurfußball bis ins 21. Jahrhundert hinein übliche „modifizierte Drei-Punkte-Regel“ mit vier Punkten für einen Sieg, zwei für ein Unentschieden und einem für eine auf dem Spielfeld errungene Niederlage; bei Punktgleichheit gab zunächst der direkte Vergleich und anschließend gegebenenfalls die bessere Gesamt-Tordifferenz, falls auch dann noch Gleichheit bestand, gegebenenfalls die höhere Zahl erzielter Treffer den Ausschlag. Am Ende der Saison mussten die beiden Tabellenletzten absteigen und wurden für die kommende Spielzeit durch zwei Aufsteiger aus der zweiten Division ersetzt.

## Ergebnisse, Tabelle und Saisonverlauf
|                        | CNF Cla | USC Com | FCF Con | FCF H-B | FCF Juv | ESO LaR | Oly Lyo | HSC Mon | SG Par | Sta StB | ASJ Soy | FC Tou |
| CNFE Clairefontaine    |         | 2:1     | 0:1     | 5:2     | 1:4     | 4:0     | 0:7     | 0:3     | 2:2    | 1:2     | 1:3     | 1:3    |
| USCCO Compiègne        | 2:5     |         | 1:4     | 5:2     | 1:3     | 0:0     | 0:8     | 0:5     | 3:0    | 1:0     | 0:1     | 7:1    |
| FCF Condé-sur-Noireau  | 0:5     | 3:4     |         | 5:1     | 3:5     | 1:0     | 1:8     | 0:4     | 1:1    | 2:5     | 1:4     | 2:4    |
| FCF Hénin-Beaumont     | 3:3     | 5:1     | 3:2     |         | 0:4     | 2:3     | 0:9     | 0:4     | 1:1    | 1:0     | 2:3     | 1:7    |
| Juvisy FCF             | 2:0     | 1:0     | 7:1     | 3:0     |         | 5:0     | 1:2     | 0:3     | 1:0    | 2:0     | 0:1     | 2:0    |
| ESOF La Roche-sur-Yon  | 2:3     | 3:2     | 2:0     | 1:0     | 0:2     |         | 0:2     | 0:4     | 1:0    | 2:1     | 0:1     | 0:2    |
| Olympique Lyon         | 1:0     | 11:0    | 7:1     | 6:1     | 0:1     | 7:0     |         | 1:1     | 4:1    | 13:1    | 6:0     | 8:0    |
| HSC Montpellier        | 2:0     | 3:1     | 3:0     | 8:0     | 1:2     | 2:0     | 0:3     |         | 1:1    | 5:0     | 2:1     | 0:0    |
| Paris Saint-Germain FC | 0:4     | 3:1     | 4:3     | 8:1     | 2:2     | 7:0     | 1:2     | 1:2     |        | 1:2     | 0:0     | 1:0    |
| Stade Saint-Brieuc     | 1:3     | 6:0     | 1:0     | 2:2     | 0:1     | 2:1     | 0:4     | 0:5     | 1:1    |         | 0:0     | 2:0    |
| ASJ Soyaux             | 1:1     | 2:1     | 4:0     | 1:3     | 1:4     | 2:0     | 0:3     | 0:3     | 1:1    | 2:0     |         | 2:0    |
| FC Toulouse            | 1:2     | 3:0     | 3:1     | 0:1     | 2:2     | 2:0     | 0:4     | 2:3     | 0:1    | 0:1     | 0:0     |        |

| Pl. | Frauschaft                | Sp | G  | U | V  | Tore   | Diff. | Pkte. |
| --- | ------------------------- | -- | -- | - | -- | ------ | ----- | ----- |
| 1.  | Olympique Lyon            | 22 | 20 | 1 | 1  | 116:09 |       | 83    |
| 2.  | HSC Montpellier           | 22 | 17 | 3 | 2  | 64:12  |       | 76    |
| 3.  | Juvisy FCF (TV)           | 22 | 17 | 2 | 3  | 54:18  |       | 75    |
| 4.  | ASJ Soyaux                | 22 | 11 | 5 | 6  | 30:28  |       | 60    |
| 5.  | CNFE Clairefontaine       | 22 | 9  | 3 | 10 | 43:43  |       | 52    |
| 6.  | Stade Saint-Brieuc (N)    | 22 | 8  | 3 | 11 | 27:47  |       | 49    |
| 7.  | Paris Saint-Germain       | 22 | 6  | 8 | 8  | 37:33  |       | 48    |
| 8.  | FC Toulouse               | 22 | 7  | 3 | 12 | 30:41  |       | 46    |
| 9.  | ESOF La Roche             | 22 | 6  | 1 | 15 | 15:51  |       | 41    |
| 10. | FCF Hénin-Beaumont        | 22 | 5  | 3 | 14 | 31:81  |       | 40    |
| 11. | USCCO Compiègne           | 22 | 5  | 1 | 16 | 31:71  |       | 38    |
| 12. | FCF Condé-sur-Noireau (N) | 22 | 4  | 1 | 17 | 32:76  |       | 35    |

Nach Abschluss der Hinrunde standen die Titelverteidigerinnen aus Juvisy mit zwei Punkten vor Lyon und drei vor Montpellier an der Tabellenspitze, und die Abstiegsränge nahmen Toulouse und Hénin-Beaumont ein. Diese saisonentscheidenden Plätze eins, elf und zwölf wurden nach Abschluss der Rückrunde jeweils von anderen Teams belegt.
Im Kampf um die Meisterschaft setzte Lyon sich – mit dem torhungrigsten Sturm und der sichersten Abwehr – durch, weil es bereits seit dem zehnten Spieltag keinen einzigen Punktverlust mehr hinzunehmen hatte, während Juvisy in der Rückrunde zweimal unentschieden spielte und zwei Niederlagen erlitt. Auch Montpellier verlor noch zwei seiner elf letzten Begegnungen. Auffällig in dieser Saison war, dass außer diesen drei Top-Teams, die auswärts sämtlich ungeschlagen blieben, auch noch die viert- und fünftplatzierten Mannschaften (Soyaux und Clairefontaine) jeweils auf gegnerischen Plätzen besser abschnitten als vor eigenem Publikum.
Im Mittelfeld des Abschlussklassements überraschten die Aufsteigerinnen aus Saint-Brieuc mit einem guten sechsten Rang und waren zu keinem Zeitpunkt in Abstiegsgefahr. Toulouse gelang es in der Rückrunde, in der die Frauen nur noch vier Partien verloren, sich selbst noch aus dem Tabellenkeller zu befreien. Dahin rutschte Compiègne, nach dem elften Spieltag noch auf dem siebten Platz angesiedelt, mit nur noch einem Sieg und einer abschließenden Serie von acht Niederlagen in Folge ab und begleitete die Normanninnen aus Condé in die zweite Liga. Diesem Schicksal entgingen die Teams mit der schwächsten Defensive (Hénin-Beaumont) beziehungsweise dem harmlosesten Angriff (La Roche) jeweils nur knapp.
Zur folgenden Saison stiegen aus der zweiten Division mit dem AC Évreux, Racing Saint-Étienne und dem FC Vendenheim ausnahmsweise drei Teams auf, weil der Verband das fünf Jahre zuvor begonnene und sportlich durchaus erfolgreiche Experiment, mit CNFE Clairefontaine der Elite des Frauenfußball-Nachwuchses die Möglichkeit zu geben, sich unter Wettkampfbedingungen weiterzuentwickeln, mit Ablauf dieser Spielzeit für beendet erklärt hatte. Hintergrund für diese Entscheidung war auch der Druck seitens etlicher Zweitligaklubs, denen diese Frauschaft des Centre National de Formation et d’Entraînement einen Platz in der Division 1 blockierte.

## Die Spielerinnen des Meisters
Olympiques Trainer Farid Benstiti, der auch schon mit dem FC Lyon französische Meisterschaft gewonnen hatte, setzte im Saisonverlauf die folgenden Spielerinnen ein (in Klammern jeweils die Zahl der Einsätze):
- Tor: Aurore Pegaz (22)
- Abwehr: Delphine Blanc (21), Coralie Ducher (16), Sandrine Dusang (20), Émilie Gonssollin (14), Laure Lepailleur (17), Wendie Renard (2), Déborah Taghavi (1)
- Mittelfeld: Camille Abily (22), Sonia Bompastor (20), Ludivine Bruet (16), Océane Cairaty (3), Shirley Cruz Traña (12), Alix Faye-Chellali (20), Laura Gandonou (1), Aurélie Naud (15), Anne-Laure Perrot (12), Simone (12)
- Angriff: Sandrine Brétigny (21), Sarah Chorfah (1), Aurélie Kaci (6), Hoda Lattaf (21), Kátia (4)

Lyons 116 Punktspieltreffer schossen Brétigny (42), Lattaf (26), Abily (17), Bompastor (9), Dusang (5), Blanc, Cruz Traña, Kátia (je 3), Naud (2), Bruet, Faye-Chellali, Perrot, Simone je 1; dazu kamen zwei Eigentore gegnerischer Spielerinnen.

## Erfolgreichste Torschützinnen
Die meisten Ligatreffer erzielten:
| Pl. | Name                | Team           | Tore |
| --- | ------------------- | -------------- | ---- |
| 1.  | Sandrine Brétigny   | Lyon           | 42   |
| 2.  | Hoda Lattaf         | Lyon           | 26   |
| 3.  | Camille Abily       | Lyon           | 17   |
| 4.  | Laëtitia Tonazzi    | Juvisy         | 16   |
| 5.  | Marinette Pichon    | Juvisy         | 15   |
|     | Élodie Thomis       | Montpellier    | 15   |
| 7.  | Marie-Laure Delie   | Clairefontaine | 14   |
| 8.  | Élodie Ramos        | Montpellier    | 13   |
| 9.  | Ingrid Boyeldieu    | Compiègne      | 12   |
|     | Pauline Crammer     | Hénin-Beaum.   | 12   |
| 11. | Virginie Couillard  | Condé-sur-N.   | 11   |
|     | Amandine Henry      | Clairefontaine | 11   |
|     | Louisa Nécib        | Montpellier    | 11   |
| 14. | Virginie Faisandier | Montpellier    | 10   |
| 15. | Sonia Bompastor     | Lyon           | 9    |
|     | Aurélie Mula        | Paris          | 9    |

Die 42 Saisontreffer von Sandrine Brétigny bedeuteten eine neue Rekordmarke in der Division 1 Féminine, die bis einschließlich der Spielzeit 2013/14 nicht mehr erreicht wurde. Bisherige Rekordhalterin war Marinette Pichon (38 Tore, 2004/05) gewesen.